# 1339 w polityce

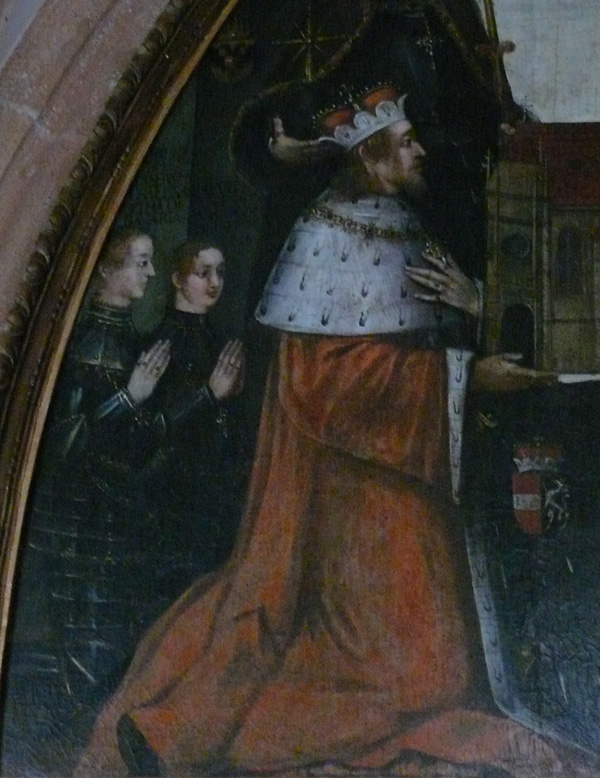
Otto Wesoły

Wydarzenia polityczne w 1339 roku.

## Wydarzenia
- sąd papieski w Warszawie[1].

## Zmarli
- 17 lutego Otto Wesoły, książę Austrii, Styrii i Karyntii[2].
- 25 maja Aldona Anna, żona Kazimierza Wielkiego[1].